# Liparis aurita
Liparis aurita är en orkidéart som beskrevs av Henry Nicholas Ridley. Liparis aurita ingår i släktet gulyxnen, och familjen orkidéer. Inga underarter finns listade i Catalogue of Life.